# Chulymsky (huyện)
Huyện Chulymsky (tiếng Nga: ? райо́н) là một huyện hành chính tự quản (raion), của Tỉnh Novosibirsk, Nga. Huyện có diện tích 8627 km², dân số thời điểm ngày 1 tháng 1 năm 2000 là 30500 người. Trung tâm của huyện đóng ở Chulym.